# Кутенай (округ, Айдахо)
Шаблон:StateAbbr_ 47°41′ пн. ш. 116°42′ зх. д. / 47.68° пн. ш. 116.7° зх. д.
Округ  Кутенай (англ. Kootenai County) — округ (графство) у штаті  Айдахо, США. Ідентифікатор округу 16055.

## Історія
Округ утворений 1864 року.

## Демографія
За даними перепису 
2000 року 
загальне населення округу становило 108685 осіб, зокрема міського населення було 79587, а сільського — 29098.
Серед мешканців округу чоловіків було 53812, а жінок — 54873. В окрузі було 41308 домогосподарств, 29668 родин, які мешкали в 46607 будинках.
Середній розмір родини становив 3,03.
Віковий розподіл населення поданий у таблиці:
| Стать    | До 15 років | 15-21 | 22-29 | 30-39 | 40-49 | 50-65 | 65-85 | Понад 85 |
| -------- | ----------- | ----- | ----- | ----- | ----- | ----- | ----- | -------- |
| Чоловіки | 12574       | 5678  | 5126  | 7502  | 8315  | 8747  | 5314  | 556      |
| Жінки    | 11727       | 5317  | 5049  | 7795  | 8770  | 8740  | 6422  | 1053     |

## Суміжні округи
- Боннер — північ
- Шошоні — схід
- Бенева — південь
- Спокен, Вашингтон — захід

## Виноски
1. ↑  (unspecified title) — Москва: ВИНИТИ РАН, 1964. — С. 40. — 235 с.
2. ↑  U.S. Decennial Census. United States Census Bureau. Архів оригіналу за 26 квітня 2015. Процитовано 30 червня 2014.
3. ↑  Historical Census Browser. University of Virginia Library. Архів оригіналу за 16 серпня 2012. Процитовано 30 червня 2014.
4. ↑  Population of Counties by Decennial Census: 1900 to 1990. United States Census Bureau. Архів оригіналу за 30 жовтня 2014. Процитовано 30 червня 2014.
5. ↑  Census 2000 PHC-T-4. Ranking Tables for Counties: 1990 and 2000 (PDF). United States Census Bureau. Архів оригіналу (PDF) за 18 грудня 2014. Процитовано 30 червня 2014.
6. ↑  2018 county population estimate. United States Census Bureau. Архів оригіналу за 17 липня 2011. Процитовано 10 липня 2019.(англ.) Наведено за англійською вікіпедією.
7. ↑  American FactFinder. Бюро перепису населення США. Архів оригіналу за 29 липня 2011. Процитовано 31 січня 2008.

| США | Це незавершена стаття з географії США. Ви можете допомогти проєкту, виправивши або дописавши її. |